# Piperci
Piperci su naseljeno mjesto u sastavu Grada Bijeljine, Republika Srpska, BiH.

## Stanovništvo
| Piperci            |               |
| godina popisa      | 1991.         |
| Srbi               | 376 (97,40 %) |
| Muslimani          | 0             |
| Hrvati             | 0             |
| Jugoslaveni        | 3 (0,77 %)    |
| ostali i nepoznato | 7 (1,81 %)    |
| ukupno             | 386           |